# Yakusha-e

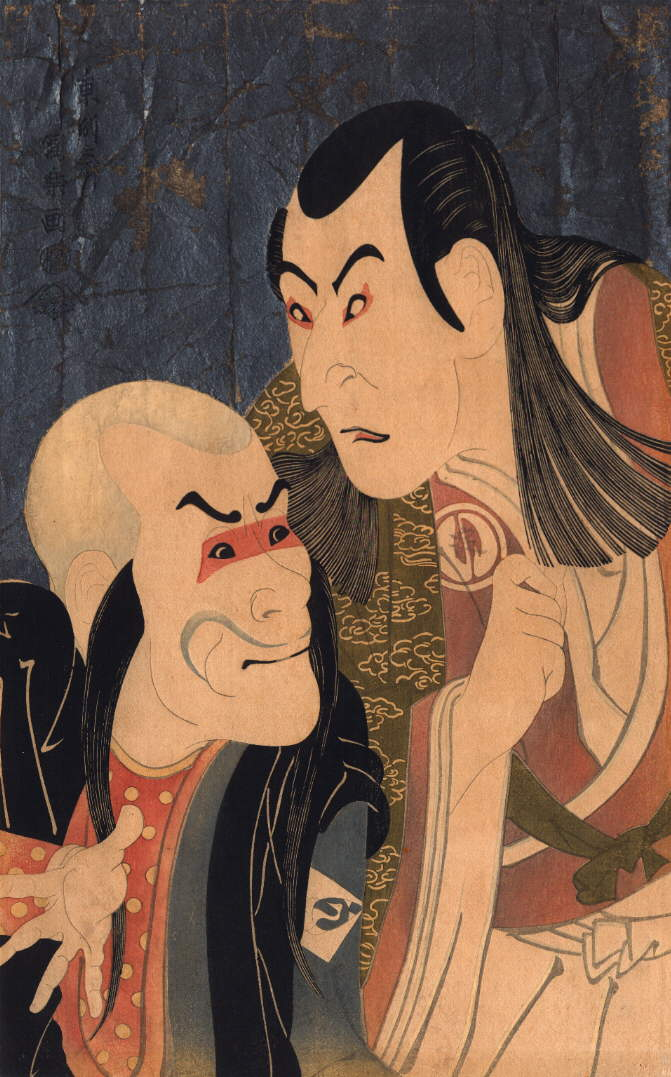
Sharaku; Diễn viên Kabuki Bando Zenji (bên trái, vai Benkei) và Sawamura Yodogoro II (bên phải, vai Yoshitsune), trong vở kịch Yoshitsune Senbon Zakura (Yoshitsune of the Thousand Cherry-Trees); tháng 5 năm 1794.

Yakusha-e (者絵) là loại tranh in mộc bản hoặc đôi khi là tranh vẽ của Nhật Bản về nghệ sĩ kịch kabuki, đặc biệt là những tác phẩm thực hiện theo phong cách ukiyo-e phổ biến vào thời Edo (1603–1867) và đầu thế kỷ 20. Chính xác hơn, thuật ngữ yakusha-e chỉ gồm chân dung của từng nghệ sĩ (hoặc đôi khi là các cặp, thường thấy trong các tác phẩm của Sharaku).
Nếu Ukiyo-e mô tả hình ảnh của đời sống đô thị; thì Yakusha-e dành cho việc miêu tả các cảnh triều thần, sumo hay kabuki. Cùng với bijin-ga, yakusha-e bắt nguồn từ sớm và truyền cảm hứng cho nhiều nghệ sĩ ở Nhật Bản cũng như trên toàn thế giới.
Các bản họa kabuki xuất hiện sớm nhất chủ yếu được sử dụng để quảng cáo cho nhà hát và các quán trà, thậm chí còn để thu hút khách đến những khu phố đèn đỏ. Nhưng khi các diễn viên ngày trở nên nổi tiếng (song song với bijin-ga), cũng là lúc loại hình nghệ thuật yakusha-e bắt đầu được hình thành. Các thiết kế yakusha-e thời kỳ đầu khá đơn giản, thường là các diễn viễn đang biểu diễn trên sân khấu. Khi ukiyo-e phát triển, các trường nghề được mở ra, yakusha-e nhờ đó cũng có những thay đổi riêng. Những nghệ sĩ muốn tạo sự khác biệt đã hình thành nên các phong cách riêng và bắt đầu miêu tả về các diễn viên nhưng nay là đằng sau tấm màn sân khấu. Họ bắt đầu sử dụng kỹ thuật cắt xén, để tạo ra những bức chân dung cận cảnh ōkubi-e hay những bức chân dung nửa người. Họ cũng tạo các góc nhìn mới về nhà hát kịch nói chung, và các diễn viễn nói riêng. Tuy nhiên, các chủ đề vở kịch hay nhà hát không hay được xuất bản và bán cùng các bản họa chân dung.
Các chi tiết được miêu tả thực tế, chữ được khắc rõ ràng, các vở kịch sẵn có và một số tài liệu khác đã cho phép nhiều bản họa được phân tích và xác định chi tiết rõ ràng hơn. Giới học giả đã có thể xác định chủ đề của chúng không đơn thuần chỉ là tên của vở kịch, vai diễn hay tên diễn viên, mà có thể biết được thêm về các nhà hát, năm, tháng và thậm chí là ngày trong tháng. 

## Phát triển

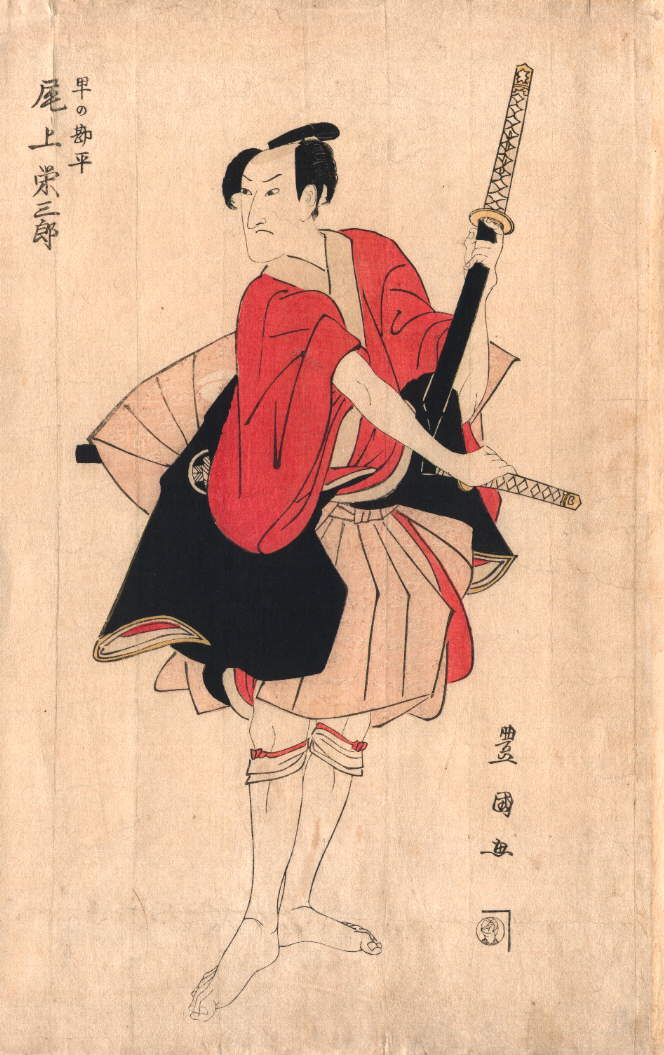
Utagawa Toyokuni; Diễn viên Kabuki Onoe Eisaburo I; c. 1800.

Ukiyo-e đã phát triển và thay đổi xuyên suốt thời kỳ Edo, yakusha-e cũng trải qua một số biến chuyển là tất yếu. Nhiều bản họa, đặc biệt vào thời kỳ đầu, mô tả các diễn viên một cách khái quát, trực tiếp thể hiện người kịch sĩ đang hòa mình vào vai diễn. Trong khi đó, nhiều bản họa khác lại có xu hướng ngược lại; chú trọng miêu tả từng nhân vật và phân cảnh kịch, ẩn giấu đi mối liên hệ giữa vở kịch với thực tại.
Chỉ có một vài nghệ sĩ đủ sáng tạo để nổi bật so với phần đông còn lại, với những tác phẩm mang phong cách đặc trưng. Những nghệ sĩ này, bắt đầu từ Katsukawa Shunshō, với việc miêu tả các diễn viên được lý tưởng hóa và công phu, nhưng khuôn mặt của từng cá nhân được thể hiện chi tiết, chân thực. Các kịch sĩ như Ichikawa Danjūrō V, nhờ đó mà cũng có thể dễ dàng nhận biết hơn, thông qua các vai diễn và qua cả các mô tả của các nghệ sĩ khác.
Torii Kiyonobu (1664–1729) có thể coi là nghệ sĩ đầu tiên xuất bản các bản họa diễn viên theo phong cách ukiyo-e chính thống. Kiyonobu, một họa sĩ xuất thân từ trường Torii chuyên vẽ bảng hiệu nhà hát kịch, việc miêu tả nghệ thuật kịch không còn quá xa lạ với ông. Năm 1700, ông đã xuất bản một cuốn sách gồm chân dung đầy đủ của các diễn viên Edo kabuki với các vai diễn khác nhau. Dù phong cách của ông bị ảnh hưởng ít nhiều từ trường Torii, vẫn có những yếu tố sáng tạo và mới mẻ được ông thể hiện. Các dấu ấn ông để lại đã định hình cho phong cách ukiyo-e trong tám mươi năm tới. Thậm chí các bản họa của ông ảnh hưởng ngược lại đến chính kabuki nói chung, khi mà các diễn viên tìm cách kết hợp các màn trình diễn của họ với các tư thế đầy hào hoa, lộng lẫy và dữ dội của nghệ thuật.  Đến thập niên 1740, chủ đề mà các nghệ sĩ như Torii Kiyotada hướng đến không đơn thuần chỉ về cá nhân, chân dung các diễn viên hay các phân cảnh sân khấu, mà là cả không gian nhà hát, bao gồm khán giả, kiến trúc và những yếu tố kịch nghệ khác.
Xuyên suốt thế kỷ 18, nhiều nghệ sĩ ukiyo-e xuất bản các bản họa về diễn viên cùng góc nhìn khác về thế giới kabuki. Hầu hết trong số này đều được lấy cảm hứng mạnh mẽ theo phong cách Torii, về cơ bản đều là các tác phẩm để quảng cáo đại chúng, "tính bao quát, cách điệu cao dễ dàng thu hút đám đông với những đường nét và màu sắc táo bạo". Mãi đến những năm 1760 với sự xuất hiện của Katsukawa Shunshou, với lối thể hiện cá nhân hóa, khi mà từng diễn viên được miêu tả riêng lẻ qua các bản họa khác nhau, với vai diễn khác nhau. Shunshou tập trung vào các đặc điểm và nét riêng trên khuôn mặt của từng diễn viên.
Sự đổi mới mạnh mẽ trong phong cách này đã nhanh chóng được được các sinh viên của Shunshou tại trường Katsukawa và nhiều nghệ sĩ ukiyo-e cùng thời theo đuổi. Phong cách hiện thực, cá nhân hóa dần thay thế phong cách lý tưởng, kinh kịch của trường Torii đã thống trị trong suốt bảy mươi năm.
Sharaku là một trong những nghệ sĩ yakusha-e nổi tiếng và có tầm ảnh hưởng nhất cùng với Kiyonobu; ông hoạt động khoảng một thế kỷ sau Kiyonobu, cả hai đều được coi là người đi tiên phong cũng như đạt tới đỉnh cao trong việc thực hiện các tác phẩm về kabuki. Các tác phẩm của Sharaku rất táo bạo và tràn đầy năng lượng, với một phong cách độc đáo không thể nhầm lẫn. Với các bản chân dung, ông dễ dàng chiếm vị trí đặc biệt nhất đối với tất cả các ukiyo-e. Tuy nhiên, phong cách này lại không được các nghệ sĩ khác sử dụng và chỉ có thể nhận thấy trong chính các tác phẩm Sharaku tạo ra, trong khoảng thời gian cực kỳ ngắn giữa năm 1794 và 1795.

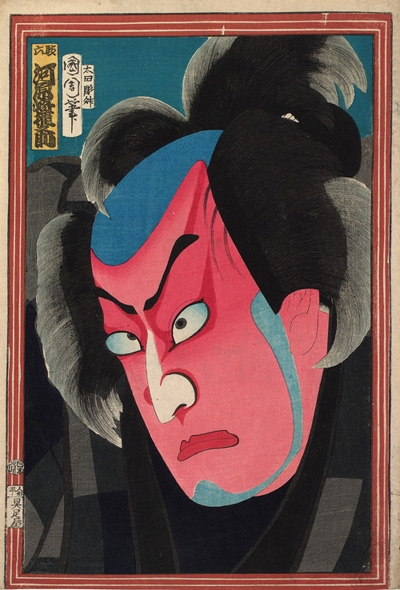
Toyohara Kunichika: Kawarazaki Gonnosuke trong vai Daroku (c. 1869). Mô tả theo phong cách chân dung "đầu to", sử dụng những màu nhuộm đỏ và tím mạnh. Trang điểm đỏ đậm nhấn mạnh sự tức giận, phẫn nộ, mạnh mẽ.

Song với đó, Utagawa Toyokuni nổi lên gần như đồng thời với Sharaku. Các bản họa diễn viên nổi tiếng nhất của ông đã được xuất bản vào năm 1794–1796, là bộ sưu tập có tên Yakusha butai no sugata-e (役者舞台の姿絵, "Các góc nhìn về Diễn viên trên Sân khấu"). Mặc dù các tác phẩm thiếu đôi chút độc đáo nếu so với Sharaku, ông vẫn được coi là một trong những nghệ sĩ vĩ đại nhất với ōkubi-e "đầu lớn" nói riêng và ukiyo-e nói chung cùng các tác phẩm với chủ đề và lĩnh vực khác. Mặc dù các bản họa có xu hướng thoái trào nghiêm trọng vào khoảng đầu thế kỷ 19, chân dung "đầu lớn" vẫn tiếp tục được sản xuất. Các nghệ sĩ của trường Utagawa, theo đuổi phong cách của Toyokuni, đã tạo ra những nét rất đặc trưng cho riêng mình, dù không sát thực tế, nhưng chúng đã thành công trong việc đề cao tính cá nhân hóa. Thông qua đó các vai diễn và số lượng lớn các diễn viên được biết đến rộng rãi.

## Giai đoạn sau
Do cải cách Tenpō năm 1841, việc sản xuất yakusha-e (và bijin-ga) đều bị cấm vì chúng bị coi là "những món đồ xa xỉ", đồng thời kèm theo những hình phạt khắc nghiệt. Do vậy, ngay cả khi lệnh cấm không còn được thực thi nghiêm ngặt 10 năm sau đó, các nghệ sĩ vẫn còn giữ cảnh giác, không còn nhiệt huyết như trước nữa. Nếu có, để đảm bảo an toàn, họ thậm chí không nhắc đến tên diễn viên trên tác phẩm của mình.
Tuy nhiên, 10 tiếp nữa lại tăng trưởng ổn định, giai đoạn này được gọi "Thời kỳ nở rộ" (開花年齢, "A Flowering Age"), do khâu kiểm duyệt đã được loại bỏ. Mọi thứ thay đổi nhanh chóng với sự du nhập của các vật liệu phương Tây như loại mực mới, các kỹ thuật phối cảnh, yakusha-e như được hồi sinh mạnh mẽ. Nhà thiết kế yakusha-e truyền thống cuối cùng được cho là Toyohara Kunichika, người đã làm việc từ giai đoạn cao trào thời Edo đến thời Meiji. Cái chết của ông vào năm 1900 đánh dấu kết thúc cho loại hình nghệ thuật truyền thống này.

## Liên quan
- Lane, Richard. (1978).  Images from the Floating World, The Japanese Print. Oxford: Oxford University Press. ISBN 9780192114471; OCLC 5246796